# Endoxazus kivuensis
Endoxazus kivuensis är en skalbaggsart som beskrevs av Louis Burgeon 1937. Endoxazus kivuensis ingår i släktet Endoxazus och familjen Cetoniidae. Inga underarter finns listade i Catalogue of Life.